# Stanisław Białousz
Stanisław Białousz (ur. 12 listopada 1938 w Starych Budach, zm. 30 października 2024 w Warszawie) – polski naukowiec, prof. dr hab. inż. nauk technicznych, specjalista w zakresie zastosowań zdjęć satelitarnych i lotniczych w badaniach środowiska i gleby, a także tworzenia i zastosowania systemów informacji przestrzennej. W latach 1961–2011 zatrudniony na Politechnice Warszawskiej, a następnie w Lotniczej Akademii Wojskowej w Dęblinie.

## Życiorys
Urodził się w 1938 roku w Starych Budach koło Brańszczyka jako syn Jana oraz Marianny z Kraszewskich, którzy prowadzili tam gospodarstwo rolne. Ukończył szkołę podstawową w Nowych Budach oraz Liceum Ogólnokształcące im. Mikołaja Kopernika w Ostrowi Mazowieckiej. Po studiach na Wydziale Geodezji i Kartografii Politechniki Warszawskiej rozpoczął pracę na wydziale w 1961 roku, w Katedrze Gleboznawstwa jako nauczyciel akademicki.
W latach 1961–1963 brał udział w studiach uzupełniających z planowania przestrzennego na Wydziale Architektury Politechniki Warszawskiej. W 1970 roku uzyskał stopień doktora nauk technicznych za pracę z zakresu klasyfikacji i kartografii gleb.
W latach 1971–1972 był stypendystą rządu francuskiego i odbył studia uzupełniające z teledetekcji i kartografii gleb w Narodowym Instytucie Agronomicznym Paris-Grignon, połączone z krótkimi stażami w Centre National de la Recherche Scientifique w Tuluzie i Nancy, Ecole Nationale Supérieure d’Architecture w Montpellier, na politechnice w Nancy i Uniwersytecie Strasburskim. W 1978 roku uzyskał stopień doktora habilitowanego na podstawie pracy poświęconej zastosowaniu teledetekcji do wykonywania map stosunków wodnych w glebie. Po habilitacji odbył kilka średnioterminowych staży naukowych i dydaktycznych we Francji, Szwajcarii, Belgii, Holandii, USA i Szwecji. W 1993 roku uzyskał tytuł naukowy profesora nauk technicznych.
W 1960 roku rozpoczął pracę w Spółdzielni Geodezyjnej „Plan” przy pomiarach terenów miejskich i pomiarach do klasyfikacji gruntów, dodatkowo w latach 1984–1990 pracował w PEGiK GEOKART jako konsultant projektów zagranicznych. Był również, okresowo, konsultantem projektów FAO w Laosie i Bułgarii, a także wolontariuszem ONZ przy szkoleniach z zakresu zastosowań teledetekcji i GIS w Azerbejdżanie, Kazachstanie i Bułgarii oraz przy realizacji projektów międzynarodowych w Algierii i Tunezji.

## Działalność naukowa
Członek tytularny Francuskiej Akademii Rolniczej (od 2015 roku, wcześniej od 1996 członek zagraniczny) w sekcji Zasobów Naturalnych i Środowiska, członek Komitetu Geodezji Polskiej Akademii Nauk (od 1979 roku). Wchodził w skład komitetów redakcyjnych pięciu krajowych czasopism naukowych oraz międzynarodowego czasopisma „International Agrophysics”, przewodniczący komitetu dla „Roczników Geomatyki”. Wielokrotny rzeczoznawca Centralnej Komisji ds. Stopni i Tytułów, opracował ponad 50 opinii o pracach doktorskich, habilitacyjnych i wnioskach o tytuł naukowy profesora. Wyniki badań przedstawił jako autor i współautor w ponad 350 raportach i publikacjach, wśród których jest 20 monografii i podręczników (m.in. „Podstawy gleboznawstwa z elementami kartografii i ochrony gleb”, "Nowe metody pomiarów geodezyjnych i fotogrametrycznych", "Ćwiczenia z gleboznawstwa i ochrony gruntów", "Systematyka gleb Polski", „System baz danych przestrzennych dla województwa mazowieckiego”). W 2013 roku zakończył kierowanie projektem pn. "Metodyka projektowania, tworzenia i eksploatacji systemów informacji przestrzennej dla samorządów gminnych i powiatowych", w wyniku którego opracowano monografię „Informacja przestrzenna dla samorządów terytorialnych”.
W 1974 roku był członkiem założycielem podkomisji Remote Sensing for Soil Survey Międzynarodowej Unii Gleboznawczej, a następnie jej wieloletnim sekretarzem i przewodniczącym, a także członkiem komitetu narodowego ds. współpracy z Unią (1996–2002). Reprezentował Ministra Nauk w GEO High Level Working Group Komisji Europejskiej, od 1992 roku członek European Soil Bureau Network Komisji Europejskiej i twórca ekspertyz. W latach 2007–2012 przewodniczący Rady Polsko-Norweskiego Funduszu Badań Naukowych. Ponadto był członkiem Zespołu Ekspertów Ministerstwa Edukacji Narodowej, Komitetu Badań Naukowych, Rady Nauki (2004–2008), Rady Naukowej Instytutu Geodezji i Kartografii, Rady Naukowej Instytutu Nauk Fizycznogeograficznych Uniwersytetu Warszawskiego oraz był przedstawicielem ministra nauki w Komitecie Badań Kosmicznych i Satelitarnych PAN (2011–2018).
W 2000 roku był współorganizatorem europejskich studiów podyplomowych z teledetekcji i GIS „TRISIG – Traitement de l’Information et les Systemes d’Information Geographique” w Tuluzie i przez okres ich funkcjonowania w latach 2000–2005 prowadził tam moduł nt. systemów informacji o glebach oraz był członkiem
jury egzaminów dyplomowych. W latach 1999–2001 koordynował część unijnego projektu dydaktycznego „Pronet CCE”, w ramach którego powstały pierwsze polskie moduły do internetowego nauczania teledetekcji i GIS. W latach następnych był kierownikiem czterech projektów Unii Europejskiej.

## Działalność na uczelniach
W Politechnice Warszawskiej pracował w latach 1961–2013, początkowo w Katedrze Gleboznawstwa,  później – w wyniku zmian organizacyjnych na Wydziale Geodezji i Kartografii PW – w Instytucie Geodezji Gospodarczej (IGG) i Instytucie Fotogrametrii i Kartografii (IFiK), a następnie od 1987 roku w Zakładzie Fotogrametrii, a od 2008 roku w Zakładzie Fotogrametrii, Teledetekcji i Systemów Informacji Przestrzennej. Dwukrotnie, w latach 1990–1996, pełnił funkcję dziekana Wydziału Geodezji i Kartografii Politechniki Warszawskiej. Zajmował także funkcje wicedyrektora IGG oraz IFiK. Był też, w latach 1993–2003, kierownikiem Zakładu Fotogrametrii, a w latach 2002–2010 kierownikiem Zespołu Dydaktycznego Teledetekcji i Systemów Informacji Przestrzennej. Od 2013 roku członek Rady Konsultacyjnej Wydziału Geodezji i Kartografii.
Pracę dydaktyczną na Wydziale Geodezji i Kartografii zaczął od nauczania gleboznawstwa, później prowadził również zajęcia m.in. z planowania przestrzennego. Wprowadził do programu studiów nauczanie z zakresu teledetekcji i SIP, co dało podstawy do uruchomienia na studiach magisterskich specjalności SIP oraz do utworzenia studiów podyplomowych „Systemy Informacji Przestrzennej”, których był kierownikiem. Współinicjator rozpoczęcia na wydziale kształcenia na kierunku gospodarka przestrzenna.
Od 2011 roku zatrudniony na stanowisku profesora zwyczajnego w Instytucie Nawigacji Lotniczej Akademii Wojskowej, gdzie wykładał GIS i teledetekcję, a także współorganizował laboratorium teledetekcji i GIS. W przeszłości wykładał także gościnnie geoinformację i planowanie przestrzenne na Uniwersytecie Kardynała Stefana Wyszyńskiego w Warszawie.

## Zainteresowania naukowe
Zainteresowania naukowe prof. Stanisława Białousza ewoluowały od klasyfikacji i kartografii gleb, przez teledetekcję do systemów informacji przestrzennej. Za jego najważniejsze osiągnięcia w zakresie gleboznawstwa uznaje się opisanie oraz udowodnienie współzależności między morfogenezą terenu i przestrzennym rozmieszczeniem gleb na obszarach młodoglacjalnych, rozwinięcie podejścia krajobrazowego w kartografii gleb i w modelowaniu pokrywy glebowej, a także współautorstwo „Atlasu Gleb Europy” oraz opracowań „Systematyka Gleb Polski” i „Album Gleb Polski”.
W zakresie teledetekcji badał wpływ fizycznych właściwości powierzchni gleb na ich obraz na zdjęciach. Jest autorem bądź współautorem zastosowania metod teledetekcyjnych do wykonywania map stosunków wodnych gleb, aktualizacji map glebowych i baz danych o glebach i krajobrazach, a także metod interpretacji zdjęć do zastosowań w rolnictwie i środowisku. W zakresie systemów informacji przestrzennej rozwinął funkcjonalne podejście przy projektowaniu i tworzeniu systemów baz danych i systemów informacji przestrzennej, głównie dla jednostek samorządów terytorialnych.

## Odznaczenia
- Dyplom marszałka województwa mazowieckiego za zasługi na rzecz rozwoju województwa (2011),
- Honorowy Obywatel Gminy Brańszczyk (2018, jako pierwszy z dwóch odznaczonych[10])
- Złoty Laur Uniwersytetu Warmińsko Mazurskiego
- Jubileuszowy Medal Politechniki Warszawskiej (2016)
- Medal Komisji Edukacji Narodowej (2006)
- Krzyż Kawalerski Orderu Odrodzenia Polski (1996)

## Życie prywatne
Żonaty, ma córkę Joannę i syna Michała. Zaangażowany w działania na rzecz gminy Brańszczyk, skąd pochodzi, inicjator odbudowy historycznego krzyża upamiętniającego lokalnych bohaterów wojny polsko-bolszewickiej.

## Źródła
- Stanislaw BIALOUSZ, Francuska Akademia Rolnicza (data dostępu: 2020-12-18)
- Laudacja prof. Białousza, Gmina Brańszczyk (data dostępu: 2020-12-18)
- „Poczet Profesorów Wydziału Geodezji i Kartografii Politechniki Warszawskiej”, ISBN 978-83-935447-5-2.
- "70 lat Zakładu Fotogrametrii, Teledetekcji i Systemów Informacji Przestrzennej", Katarzyna Osińska-Skotak (red.), Warszawa, 2016, s. 248, ISBN 978-83-946085-0-7